# ترابینگ گریسل
ترابینگ گریسل (انگلیسی: Throbbing Gristle) گروه موسیقی و هنرهای تصویری انگلستانی بود که سال ۱۹۷۶ در کینگستون آپون هال شکل گرفت.
این گروه پیشگام موسیقی اینداستریال به شمار می‌رود.